# Le Roi pêcheur (pièce de théâtre)
Pour les articles homonymes, voir Le Roi pêcheur (homonymie).
Le Roi pêcheur est la seule pièce de théâtre de Julien Gracq, publiée en 1948. La pièce s'inspire du mythe arthurien, et particulièrement des récits concernant le Graal et le Roi pêcheur.

## Présentation
Reprenant en grande partie la trame du Parsifal de Richard Wagner, cette pièce est le récit de l’échec de Perceval au château du Graal (Montsalvage/Corbenic). Placé entre l’ermite Trévrizent et le magicien Clingsor, le roi du Graal Amfortas (surnommé le Roi pêcheur) est blessé. Kundry (de), qui lui a infligé la blessure, veut le guérir par l’intervention du chevalier pur, Perceval. Mais, malgré sa souffrance, Amfortas ne souhaite pas guérir, ne souhaite pas sortir Montsalvage de son sommeil. Il fait tout pour faire échouer Perceval (en essayant de jouer sur ses sentiments pour Kundry, en lui annonçant ce qui l’attend, en lui disant la vérité), et celui-ci oublie donc de poser la question sur ce qu'est le Graal, qui aurait permis de guérir le Roi Pêcheur.

## Accueil
La pièce, créée le 25 avril 1949 au Théâtre Montparnasse de Paris, reçoit un très mauvais accueil du public, malgré les décors remarqués de Leonor Fini et l'interprétation brillante de Maria Casarès, Jean-Pierre Mocky, Jacqueline Maillan et Monique Chaumette. La représentation théâtrale est également éreintée par les critiques littéraires des principaux journaux : ainsi, par exemple, Le Monde parle d'« un spectacle mortel » où « la curiosité même s'y engourdit de scène en scène », Le Figaro, sous la plume de Jean-Jacques Gautier, résume son appréciation d'un jugement sévère : « c’est long, c’est triste, c’est ruisselant d’ennui, c’est à la fois compliqué et sommaire,sans une once de vérité humaine, sans un atome d’émotion authentique ». Le journal L'Aurore s'interroge sur le thème de la pièce : « Le Cycle breton et les aventures des chevaliers de La Table Ronde sont tout de même bien loin de nous », etc..
Cet accueil amène Julien Gracq à renoncer à écrire d'autres pièces de théâtre, et l'incite à publier, l’année suivante, un pamphlet, La Littérature à l'estomac, où il fustige la critique littéraire, les prix littéraires, les maisons d'éditions, et tous ceux qui donnent des jugements sur des œuvres en « récitant le journal ». Il s'inquiète ausi de l'évolution de la vie littéraire,.